# Microtus miurus
Microtus miurus е вид бозайник от семейство Хомякови (Cricetidae).

## Разпространение
Видът е разпространен в Канада и САЩ.